# 吉田幸弘 (コンサルタント)
吉田 幸弘（よしだ ゆきひろ、1970年3月12日 - ）は、日本の実業家、コミュニケーションデザイナー、人財育成コンサルタント・上司向けコーチ、ビジネス書作家。『リフレッシュコミュニケーションズ』代表。成城大学文芸学部国文学科卒業。東京都杉並区出身。

## 経歴
東京都杉並区生まれ。保谷市立保谷小学校・保谷市立本町小学校・保谷市立保谷中学校を経て埼玉県私立城西大学附属川越高校を卒業。
浪人を経て、1990年（平成2年）成城大学文芸学部国文学科に入学。在学中は体育会の漕艇（ボート）部に所属し、戸田公園で年間200日の合宿生活を送る。全日本選手権に2回出場。ボート部ではコックスというポジションで船長の役割。その頃から、メンバーへのリーダシップ論を学んだ。読書好きが高じて、中国古典・日本の古典・兵学書・歴史書・ビジネス書など読み漁る。
大学卒業後、大手旅行会社日本旅行で法人営業を経験。その後、学校法人へ転職。1年間で70件以上の新規開拓をし、広報リーダーになるも「怒ってばかりの不器用なコミュニケーション」でチームをガタガタにしてしまう。結果、職場を去らなければならない羽目になり、外資系企業へ転職。転職後も、周囲のメンバーとうまくコミュニケーションが取れず、 降格人事を経験し、クビ寸前の状態になる。悩みに悩んだ挙句に体調を崩し入院。お見舞いに来てくれた友人の薦めで学んだ交渉術を駆使し、劇的に営業成績を改善し、5か月連続営業成績90人中トップになり、マネージャーに再昇格。再びマネージャーになってからはコーチングの手法を用いた『部下を承認するマネジメント』及び中国古典をベースにした「ストレス耐性力アップ術」により、離職率を10分の1とし、売上げも前年比20％増を続け、3年連続MVP選ばれる。その後、社外でも営業コンサルタント・コーチとして活動する。
15年の営業経験から部下本位のマネジメントスタイルでチームを導いた経験、PDCAサイクルのような人間味のないセールス手法、パワハラマネジメントへの反発から、新たなスタイルのコミュニケーション・コーチング手法広めたいと考えるように。同時にクライアントの数が増えてきたため、2011年（平成23年）1月より独立。『リフレッシュコミュニケーションズ』を設立、代表取締役に就任。
現在、全国の企業、商工会議所、法人会、経営者・中間管理職に年間130本以上講演・研修に登壇。人材育成、チームビルディング、売上げ改善の方法を中心としたコンサルティング活動を行なっている。16年間のBtoB営業で1万5000人への対面プレゼン経験および11年間の管理職経験で累計100人の部下を育成した経験をもとに「管理職研修」をはじめ、「営業力アップセミナー」「褒め方・叱り方・伝え方をベースにしたコミュニケーションセミナー」「モチベーションアップセミナー」「上司の総合力をアップする上司塾」を開催。上司の総合力をアップする「上司塾」も主催。わかりやすく実践的ですぐに行動に移せる内容と評判を得ている。

## 人物
趣味は読書、今までで1万冊以上を読破するほど。主に中国古典・日本の古典・兵学書・歴史書・ビジネス書。リーダーシップ論・コミュニケーション術・モチベーションコントロール術を研究する。
ほか洋服屋＆カフェ巡り、京都巡り、海に行くこと。
大の阪神タイガースファン。年に何度か野球場へ足を運ぶ。
モットーは「自分が変われば、どんな相手も変わる」

## 著書
※ 国立国会図書館検索サイトにて
- 『部下を育てる承認力を身につける本』（同文舘出版、2013年1月31日）　ISBN 978-4495520212
- 『部下のやる気を引き出す　ちょっとした上司の言い回し』（ダイヤモンド社、2013年9月21日）　ISBN 978-4478025574
- 『部下がきちんと動く　リーダーの伝え方』（明日香出版社、2015年10月15日）　ISBN 978-4756917959
- 『リーダーの一流、二流、三流』（明日香出版社、2017年4月10日）　ISBN 978-4756918932
- 『西郷どん式　リーダーの流儀』（扶桑社、2017年9月2日）　ISBN 978-4594077938
- 『誰でもすぐ使える雑談術』（さくら舎、2018年7月5日）　ISBN 978-4865811551
- 『リーダーのやってはいけない』（PHP研究所、2019年3月19日）　ISBN 978-4569842837
- 『部下に9割任せる！』（フォレスト出版、2019年3月20日）　ISBN 978-4866800295
- 『仕事が早く終わる人、いつまでも終わらない人の習慣』（あさ出版、2019年6月25日）[6]　ISBN 978-4866671437
- 『どう伝えればわかってもらえるのか？部下に届く言葉がけの正解』（ダイヤモンド社、2020年6月11日）　ISBN 978-4478110119
- 『テレワークで人を動かす リーダーのメール術』（秀和システム、2020年12月18日）[7]　ISBN 978-4798062785
- 『一流の人は知っている ハラスメントの壁』（ロング新書、2021年3月23日）[8]　ISBN 978-4845451340
- 『リモート営業でも成果を出す！リーダーの解決力』（ビジネス社、2022年1月21日）　ISBN 978-4828423647

## 出演

### テレビ
- 『おはよう日本』（NHK）

### ラジオ
- 『J-wave』[9]
- 『RKB毎日ラジオ』
- 『ナックファイブ』

### 新聞
- 『日本経済新聞社』[10]

### 雑誌
※ 国立国会図書館検索サイトにて
- 『THE21』（PHP研究所）
- 『日経ウーマン』（日経BP社）[3]
- 『Big Tomorrow』（青春出版社）
- 『週刊SPA』（扶桑社）